# Armand Papazian
Armand Papazian, né le 15 juillet 1928 à Paris 13e et mort le 15 décembre 1991 à Duclair (Seine-Maritime) est un coureur cycliste français, professionnel de 1951 à 1955

## Biographie
Lors du Tour de France 1952, il réalise la meilleure performance de sa carrière en terminant troisième du contre-la-montre entre Metz et Nancy, derrière Fausto Coppi et Roger Decock,.

## Palmarès
- 1947
  - Paris-Samois
- 1950
  - 3e de Paris-Évreux
- 1952
  - 2e du Circuit du Mont-Blanc
- 1953
  - 3e du Grand Prix du Pneumatique

## Résultats sur les grands tours

### Tour de France
1 participation
- 1952 : abandon (9e étape)